# Řád britského impéria
Řád britského impéria (anglicky The Most Excellent Order of the British Empire) je britské vyznamenání. Založil ho 4. června 1917 král Jiří V. jako všeobecný záslužný řád pro civilní osoby, v roce 1918 pak byla přidána vojenská skupina určená důstojníkům za zásluhy v míru.

## Vzhled řádu
Odznakem je pozlacený šedě smaltovaný pisánský kříž. V kulatém středu jsou vyobrazeny hlavy Jiřího V. a královny Marie hledící doleva, obklopené červenofialovým prstencem s heslem For God and the empire – Pro Boha a říši. Kříž je zavěšen na koruně.
Hvězda velkokříže je osmicípá, stříbrná brilantující, s odlesky lehce ionizujícího skla a se středovým medailonem řádu uprostřed. Hvězda rytíře-komandéra je stříbrná brilantující ve tvaru kosočtverce se stejným středem.
Stuha byla původně fialová, u vojenské skupiny navíc s červeným středním proužkem. Od roku 1936 je však sytě růžová s šedými okraji a u vojenské skupiny s šedým proužkem uprostřed.
Řetěz je nošen při slavnostních příležitostech k tmavorůžovému plášti s vyšitou hvězdou na levé straně.

## Dělení
- velkokříž (Knight Grand Cross GBE / Dame Grand Cross GBE) – velkostuha, hvězda, řetěz
- rytíř-komandér (Knight Commander KBE / Dame Commander DBE) – u krku, hvězda
- komandér (Commander CBE) – u krku
- důstojník (Officer OBE) – na prsou, nesmaltovaný zlacený kříž
- člen (Member MBE) – na prsou, nesmaltovaný stříbrný kříž

K řádu patří také stříbrná záslužná medaile.

## Titulatura
Pouze držitelé dvou nejvyšších tříd mají právo užívat titul Sir nebo Dame. Toto právo mají ovšem jen občané Spojeného království a zemí, kde je hlavou státu jeho panovník, v současnosti král Karel III. Panovník však může Řád britského impéria udělit i občanům jiných států; tyto osoby pak obdrží tzv. čestný řád. V praxi to znamená, že daná osoba nemůže používat titul Sir nebo Dame, ale jako všichni členové řádu může za svým jménem užívat zkratku, která je uvedena v závorce u třídy, již obdržela. Například Bill Gates, kterému byl čestný řád udělen v roce 2005 a který je občanem Spojených států, své jméno píše „William Henry Gates III., KBE“, nikoliv „Sir William Henry Gates III“.

## Vyznamenaní Češi

### TřídaGrand Cross(GBE)
- Edvard Beneš (politik, druhý prezident Československa) – udělen 1923[1]

### TřídaKnight Commander(KBE)
- Rafael Kubelík (dirigent, houslista, hudební skladatel) – udělen 1996
- Libor Pešek (dirigent) – udělen 1996[2]

### TřídaCommander(CBE)
- Josef Berounský (brigádní generál, letec RAF, účastník 1. a 2. odboje) – udělen 1942
- Jiří Bělohlávek (dirigent, hudební pedagog) – udělen 2012
- Silvestr Bláha (divizní generál, účastník 1. a 2. odboje) – udělen 1925[3]
- Jaroslav Čihák (divizní generál, účastník 1. a 2. odboje) – udělen 1941[4]
- Josef Duda (brigádní generál, letec RAF, účastník 2. odboje) – udělen 1947[5]
- Eva Jiřičná (architektka a designérka) – udělen 1994[6]
- Alois Kubita (brigádní generál, letec RAF, účastník 1. a 2. odboje) – udělen 1943[7]
- Alois Liška (armádní generál, účastník 1. a 2. odboje) – udělen během 2. světové války[8][9]
- František Moravec (brigádní generál, účastník 1. a 2. odboje, zpravodajský důstojník)[10][11]
- Jan Satorie (brigádní generál, účastník 1. a 2. odboje)[12]
- Josef Schejbal (brigádní generál, letec RAF, účastník 2. odboje) – udělen 1942[13][14]

### TřídaOfficer(OBE)
- Ján Ambruš (brigádní generál, letec RAF, účastník 2. odboje) – udělen 1945[15][16]
- Bohumil Boček (armádní generál, účastník 1. a 2. odboje)[17]
- Jaroslav Hlaďo (generálmajor, letec RAF, účastník 2. odboje) – udělen 1947[18]
- Václav Sláma (plukovník, zpravodajský důstojník, účastník 2. odboje) - udělen 1943[19]
- Mirek Smíšek (keramik, novozélandský umělec českého původu) - udělen 1990[20]
- Charles G. Strasser (účastník 2. odboje, fotograf, filantrop českého původu) – udělen 2000[21]
- Milan Vyhnálek (podnikatel v oboru sýrařství) – udělen 1978[22]

### TřídaMember(MBE)
- Jan Bergmann (major, lékař ve službách RAF, účastník 2. odboje) – udělen 1946
- Josef Bryks (brigádní generál, pilot RAF, účastník 2. odboje) – udělen 1946[23]
- Marcela Černochová (bývalá ředitelka Britské obchodní komory v ČR) – udělen 2022[24][25][26]
- Arnošt Fantl (plukovník, letec RAF, účastník 2. odboje) – udělen 1941[27]
- Martin Hilský (literární historik, překladatel, vysokoškolský pedagog) – udělen 2001
- Jan Horal (plukovník, účastník 2. odboje, manažer, podnikatel, hoteliér, iniciátor kulturního života, filantrop) – udělen 2004
- Ladislav Kafka (major, účastník 2. odboje, Ing.) – udělen 1945[28][2][29]
- Alois Konopický (plukovník, důstojník 311. československé bombardovací perutě RAF) – udělen 1993[30][31]
- Alena Krajtlová (výcviková asistentka) – udělen 2022[24][25][26]
- Jiří Mandl (podnikatel v papírenském průmyslu) – udělen 1991
- Vladimír Nedvěd (generálporučík, pilot RAF, účastník 2. odboje) – udělen 1941[32][33]
- Karel Ondráček (brigádní generál, účastník 1. a 2. odboje)[34] – udělen 1945
- Josef Otisk (podplukovník, výsadkář, účastník 2. odboje) – udělen 1940
- František Řežábek (generálmajor, účastník 2. odboje) – udělen 1943[35]
- Petr Torák (britský policista romské národnosti) – udělen 2015[36]
- Alois Vicherek (sborový generál, letec RAF, účastník 1. a 2. odboje) – udělen 1941[37]
- Karel Vrdlovec (generálmajor, účastník 2. odboje) – udělen 1945[38][39][40]